# CART World Series 2003
Sezon 2003 w CART był dwudziestą piątą edycją tej serii wyścigowej (ostatnią oficjalnie pod szyldem CART, chociaż do użycia wchodziła już nazwa Champ Car). Rozpoczął się 23 lutego i miał zakończyć się po 19 wyścigach 9 listopada. Jednak ostatnia runda w Fontanie została odwołana ze względu szalejące pożary w południowej Kalifornii oraz zbliżające się bankructwo CART.
Tytuł mistrzowski zdobył Paul Tracy z zespołu Player's Forsythe, a tytuł najlepszego nowicjusza (Rookie of the year) zdobył Sébastien Bourdais. Wszystkie zespoły używały silników Cosworth Forda (pierwszy w historii sezon z jednym dostawcą silników) i opon Bridgestone, nadwozia natomiast były dostarczane przez Lolę oraz Reynarda.

## Lista startowa
Wszystkie zespoły używały 2,65-litrowego silnika Ford-Cosworth V8 XFE oraz opony Bridgestone.
| Zespół                         | Nadwozie    | Nr. | Kierowca            | Rundy             |
| ------------------------------ | ----------- | --- | ------------------- | ----------------- |
| Newman/Haas Racing             | Lola B02/00 | 1   | Bruno Junqueira     | Wszystkie         |
| Newman/Haas Racing             | Lola B02/00 | 2   | Sébastien Bourdais  | Wszystkie         |
| Team Player's                  | Lola B02/00 | 3   | Paul Tracy          | Wszystkie         |
| Team Player's                  | Lola B02/00 | 32  | Patrick Carpentier  | Wszystkie         |
| Herdez Competition             | Lola B02/00 | 4   | Roberto Moreno      | 1-16, 18          |
| Herdez Competition             | Lola B02/00 | 4   | Roberto González    | 17                |
| Herdez Competition             | Lola B02/00 | 55  | Mario Domínguez     | Wszystkie         |
| Walker Racing                  | Reynard 02I | 5   | Rodolfo Lavín       | Wszystkie         |
| Walker Racing                  | Reynard 02I | 15  | Darren Manning      | Wszystkie         |
| Walker Racing                  | Reynard 02I | 25  | Luis Díaz           | 17                |
| Fittipaldi-Dingman Racing      | Reynard 02I | 7   | Tiago Monteiro      | Wszystkie         |
| Team Rahal                     | Lola B02/00 | 9   | Michel Jourdain Jr. | Wszystkie         |
| Dale Coyne Racing              | Lola B02/00 | 11  | Roberto González    | 1                 |
| Dale Coyne Racing              | Lola B02/00 | 11  | Alex Yoong          | 2-5               |
| Dale Coyne Racing              | Lola B02/00 | 11  | Gualter Salles      | 6                 |
| Dale Coyne Racing              | Lola B02/00 | 11  | Geoff Boss          | 7-18              |
| Dale Coyne Racing              | Lola B02/00 | 19  | Joël Camathias      | 1-7               |
| Dale Coyne Racing              | Lola B02/00 | 19  | Gualter Salles      | 8-9, 11-15, 17-18 |
| Dale Coyne Racing              | Lola B02/00 | 19  | Alexandre Sperafico | 10, 16            |
| American Spirit Team Johansson | Reynard 02I | 12  | Jimmy Vasser        | Wszystkie         |
| American Spirit Team Johansson | Reynard 02I | 31  | Ryan Hunter-Reay    | Wszystkie         |
| Patrick Racing                 | Lola B02/00 | 20  | Oriol Servià        | Wszystkie         |
| PK Racing                      | Lola B02/00 | 27  | Patrick Lemarié     | 1-6               |
| PK Racing                      | Lola B02/00 | 27  | Bryan Herta         | 7                 |
| PK Racing                      | Lola B02/00 | 27  | Massimiliano Papis  | 8-14              |
| PK Racing                      | Lola B02/00 | 27  | Mika Salo           | 15-18             |
| Rocketsports Racing            | Lola B02/00 | 33  | Alex Tagliani       | Wszystkie         |
| Mi-Jack Conquest Racing        | Reynard 02I | 34  | Mário Haberfeld     | Wszystkie         |
| Fernández Racing               | Lola B02/00 | 51  | Adrián Fernández    | Wszystkie         |

## Wyniki
| Runda | Wyścig                                                                   | Czołowa trójka | Czołowa trójka      | Czołowa trójka      | Czołowa trójka |
| Runda | Wyścig                                                                   | Poz.           | Kierowca            | Zespół              | Czas           |
| ----- | ------------------------------------------------------------------------ | -------------- | ------------------- | ------------------- | -------------- |
| 1     | Grand Prix of St. Petersburg 23 lutego, St.Petersburg                    | 1              | Paul Tracy          | Player's Forsythe   | 2:04:28.904    |
| 1     | Grand Prix of St. Petersburg 23 lutego, St.Petersburg                    | 2              | Michel Jourdain Jr. | Team Rahal          | +12.136        |
| 1     | Grand Prix of St. Petersburg 23 lutego, St.Petersburg                    | 3              | Bruno Junqueira     | Newman/Haas Racing  | +16.570        |
|       |                                                                          |                |                     |                     |                |
| 2     | Tecate Telmex Monterrey Grand Prix 23 marca, Monterrey                   | 1              | Paul Tracy          | Player's Forsythe   | 2:03:04.677    |
| 2     | Tecate Telmex Monterrey Grand Prix 23 marca, Monterrey                   | 2              | Michel Jourdain Jr. | Team Rahal          | +2.039         |
| 2     | Tecate Telmex Monterrey Grand Prix 23 marca, Monterrey                   | 3              | Alex Tagliani       | Rocketsports Racing | +12.030        |
|       |                                                                          |                |                     |                     |                |
| 3     | Toyota Grand Prix of Long Beach 13 kwietnia, Long Beach                  | 1              | Paul Tracy          | Player's Forsythe   | 1:56:01.792    |
| 3     | Toyota Grand Prix of Long Beach 13 kwietnia, Long Beach                  | 2              | Adrián Fernández    | Fernández Racing    | +4.544         |
| 3     | Toyota Grand Prix of Long Beach 13 kwietnia, Long Beach                  | 3              | Bruno Junqueira     | Newman/Haas Racing  | +13.651        |
|       |                                                                          |                |                     |                     |                |
| 4     | London Champ Car Trophy 5 maja, Brands Hatch                             | 1              | Sébastien Bourdais  | Newman/Haas Racing  | 1:51:56.987    |
| 4     | London Champ Car Trophy 5 maja, Brands Hatch                             | 2              | Bruno Junqueira     | Newman/Haas Racing  | +7.835         |
| 4     | London Champ Car Trophy 5 maja, Brands Hatch                             | 3              | Mario Domínguez     | Herdez Competition  | +11.524        |
|       |                                                                          |                |                     |                     |                |
| 5     | German 500 11 maja, EuroSpeedway Lausitz                                 | 1              | Sébastien Bourdais  | Newman/Haas Racing  | 1:49:22.498    |
| 5     | German 500 11 maja, EuroSpeedway Lausitz                                 | 2              | Mario Domínguez     | Herdez Competition  | +0.084         |
| 5     | German 500 11 maja, EuroSpeedway Lausitz                                 | 3              | Michel Jourdain Jr. | Team Rahal          | +0.245         |
|       |                                                                          |                |                     |                     |                |
| 6     | Milwaukee Mile Centennial 250 31 maja, The Milwaukee Mile                | 1              | Michel Jourdain Jr. | Team Rahal          | 2:16:45.692    |
| 6     | Milwaukee Mile Centennial 250 31 maja, The Milwaukee Mile                | 2              | Oriol Servià        | Patrick Racing      | +0.468         |
| 6     | Milwaukee Mile Centennial 250 31 maja, The Milwaukee Mile                | 3              | Patrick Carpentier  | Player's Forsythe   | +0.704         |
|       |                                                                          |                |                     |                     |                |
| 7     | Grand Prix of Monterey 15 czerwca, Raceway Laguna Seca                   | 1              | Patrick Carpentier  | Player's Forsythe   | 1:48:11.023    |
| 7     | Grand Prix of Monterey 15 czerwca, Raceway Laguna Seca                   | 2              | Bruno Junqueira     | Newman/Haas Racing  | +0.844         |
| 7     | Grand Prix of Monterey 15 czerwca, Raceway Laguna Seca                   | 3              | Paul Tracy          | Player's Forsythe   | +28.575        |
|       |                                                                          |                |                     |                     |                |
| 8     | G.I. Joe's 200 22 czerwca, Portland International Raceway                | 1              | Adrián Fernández    | Fernández Racing    | 1:56:16.626    |
| 8     | G.I. Joe's 200 22 czerwca, Portland International Raceway                | 2              | Paul Tracy          | Player's Forsythe   | +2.273         |
| 8     | G.I. Joe's 200 22 czerwca, Portland International Raceway                | 3              | Alex Tagliani       | Rocketsports Racing | +4.457         |
|       |                                                                          |                |                     |                     |                |
| 9     | U.S. Bank Cleveland Grand Prix 5 lipca, Cleveland                        | 1              | Sébastien Bourdais  | Newman/Haas Racing  | 2:03:51.974    |
| 9     | U.S. Bank Cleveland Grand Prix 5 lipca, Cleveland                        | 2              | Paul Tracy          | Player's Forsythe   | +2.241         |
| 9     | U.S. Bank Cleveland Grand Prix 5 lipca, Cleveland                        | 3              | Bruno Junqueira     | Newman/Haas Racing  | +2.978         |
|       |                                                                          |                |                     |                     |                |
| 10    | Molson Indy Toronto 13 lipca, Toronto                                    | 1              | Paul Tracy          | Player's Forsythe   | 2:02:36.488    |
| 10    | Molson Indy Toronto 13 lipca, Toronto                                    | 2              | Michel Jourdain Jr. | Team Rahal          | +4.533         |
| 10    | Molson Indy Toronto 13 lipca, Toronto                                    | 3              | Bruno Junqueira     | Newman/Haas Racing  | +8.626         |
|       |                                                                          |                |                     |                     |                |
| 11    | Molson Indy Vancouver 27 lipca, Vancouver                                | 1              | Paul Tracy          | Player's Forsythe   | 1:57:54.322    |
| 11    | Molson Indy Vancouver 27 lipca, Vancouver                                | 2              | Bruno Junqueira     | Newman/Haas Racing  | +17.820        |
| 11    | Molson Indy Vancouver 27 lipca, Vancouver                                | 3              | Sébastien Bourdais  | Newman/Haas Racing  | +25.720        |
|       |                                                                          |                |                     |                     |                |
| 12    | Mario Andretti Grand Prix at Road America 3 sierpnia, Road America       | 1              | Bruno Junqueira     | Newman/Haas Racing  | 1:35:28.491    |
| 12    | Mario Andretti Grand Prix at Road America 3 sierpnia, Road America       | 2              | Sébastien Bourdais  | Newman/Haas Racing  | +0.703         |
| 12    | Mario Andretti Grand Prix at Road America 3 sierpnia, Road America       | 3              | Alex Tagliani       | Rocketsports Racing | +10.883        |
|       |                                                                          |                |                     |                     |                |
| 13    | Champ Car Grand Prix of Mid-Ohio 10 sierpnia, Mid-Ohio Sports Car Course | 1              | Paul Tracy          | Player's Forsythe   | 1:56:45.737    |
| 13    | Champ Car Grand Prix of Mid-Ohio 10 sierpnia, Mid-Ohio Sports Car Course | 2              | Patrick Carpentier  | Player's Forsythe   | +0.610         |
| 13    | Champ Car Grand Prix of Mid-Ohio 10 sierpnia, Mid-Ohio Sports Car Course | 3              | Ryan Hunter-Reay    | American Spirit     | +1.972         |
|       |                                                                          |                |                     |                     |                |
| 14    | Molson Indy Montreal 24 sierpnia, Circuit Gilles Villeneuve              | 1              | Michel Jourdain Jr. | Team Rahal          | 1:54:23.210    |
| 14    | Molson Indy Montreal 24 sierpnia, Circuit Gilles Villeneuve              | 2              | Oriol Servià        | Patrick Racing      | +1.277         |
| 14    | Molson Indy Montreal 24 sierpnia, Circuit Gilles Villeneuve              | 3              | Patrick Carpentier  | Player's Forsythe   | +2.099         |
|       |                                                                          |                |                     |                     |                |
| 15    | Centrix Financial Grand Prix of Denver 31 sierpnia, Denver               | 1              | Bruno Junqueira     | Newman/Haas Racing  | 2:03:10.259    |
| 15    | Centrix Financial Grand Prix of Denver 31 sierpnia, Denver               | 2              | Sébastien Bourdais  | Newman/Haas Racing  | +0.335         |
| 15    | Centrix Financial Grand Prix of Denver 31 sierpnia, Denver               | 3              | Oriol Servià        | Patrick Racing      | +12.495        |
|       |                                                                          |                |                     |                     |                |
| 16    | Grand Prix Americas 28 września, Miami                                   | 1              | Mario Domínguez     | Herdez Competition  | 2:03:19.401    |
| 16    | Grand Prix Americas 28 września, Miami                                   | 2              | Roberto Moreno      | Herdez Competition  | +5.241         |
| 16    | Grand Prix Americas 28 września, Miami                                   | 3              | Mika Salo           | PK Racing           | +7.988         |
|       |                                                                          |                |                     |                     |                |
| 17    | Gran Premio Telmex-Tecate 12 października, Autódromo Hermanos Rodríguez  | 1              | Paul Tracy          | Player's Forsythe   | 1:56:51.396    |
| 17    | Gran Premio Telmex-Tecate 12 października, Autódromo Hermanos Rodríguez  | 2              | Sébastien Bourdais  | Newman/Haas Racing  | +1.782         |
| 17    | Gran Premio Telmex-Tecate 12 października, Autódromo Hermanos Rodríguez  | 3              | Mario Domínguez     | Herdez Competition  | +3.254         |
|       |                                                                          |                |                     |                     |                |
| 18    | Lexmark Indy 300 26 października, Surfers Paradise                       | 1              | Ryan Hunter-Reay    | American Spirit     | 1:49:02.803    |
| 18    | Lexmark Indy 300 26 października, Surfers Paradise                       | 2              | Darren Manning      | Walker Racing       | +1.546         |
| 18    | Lexmark Indy 300 26 października, Surfers Paradise                       | 3              | Jimmy Vasser        | American Spirit     | +3.792         |
|       |                                                                          |                |                     |                     |                |
| 19    | King Taco 500 9 listopada, California Speedway                           | Odwołany       | Odwołany            | Odwołany            | Odwołany       |

     tor owalny  
     tor drogowy  
     tor uliczny  
     tor na lotnisku

## Klasyfikacja
| Poz. | Kierowca            | STP | MTY | LB | BH | LAU | MIL | LAG | POR | CLE | TOR | VAN | RA | MID | MTL | DEN | MIA | MEX | SP | Suma punktów |
| ---- | ------------------- | --- | --- | -- | -- | --- | --- | --- | --- | --- | --- | --- | -- | --- | --- | --- | --- | --- | -- | ------------ |
| 1    | Paul Tracy          | 1   | 1   | 1  | 17 | 12  | 12  | 3   | 2   | 2   | 1   | 1   | 15 | 1   | 6   | 4   | 16  | 1   | 13 | 226          |
| 2    | Bruno Junqueira     | 3   | 5   | 3  | 2  | 4   | 17  | 2   | 4   | 3   | 3   | 2   | 1  | 13  | 13  | 1   | 9   | 7   | 15 | 199          |
| 3    | Michel Jourdain Jr. | 2   | 2   | 15 | 6  | 3   | 1   | 4   | 12  | 7   | 2   | 4   | 16 | 4   | 1   | 6   | 7   | 4   | 4  | 195          |
| 4    | Sébastien Bourdais  | 11  | 17  | 16 | 1  | 1   | 9   | 17  | 14  | 1   | 4   | 3   | 2  | 5   | 19  | 2   | 17  | 2   | 17 | 159          |
| 5    | Patrick Carpentier  | 8   | 8   | 6  | 5  | 7   | 3   | 1   | 16  | 4   | 7   | 13  | 5  | 2   | 3   | 17  | 6   | 14  | 5  | 146          |
| 6    | Mario Domínguez     | 14  | 13  | 5  | 3  | 2   | 8   | 10  | 10  | 5   | 12  | 10  | 14 | 16  | 5   | 7   | 1   | 3   | 10 | 118          |
| 7    | Oriol Servià        | 12  | 18  | 12 | 4  | 5   | 2   | 6   | 5   | 6   | 5   | 16  | 18 | 18  | 2   | 3   | 19  | 13  | 19 | 108          |
| 8    | Adrián Fernández    | 15  | 4   | 2  | 12 | 15  | 6   | 7   | 1   | 11  | 9   | 12  | 12 | 7   | 8   | 5   | 8   | 8   | 12 | 105          |
| 9    | Darren Manning      | 13  | 7   | 8  | 10 | 6   | 4   | 18  | 6   | 10  | 8   | 5   | 6  | 8   | 10  | 8   | 11  | 9   | 2  | 103          |
| 10   | Alex Tagliani       | 19  | 3   | 10 | 8  | 18  | 5   | 14  | 3   | 8   | 17  | 14  | 3  | 6   | 4   | 9   | 13  | 16  | 7  | 97           |
| 11   | Jimmy Vasser        | 6   | 14  | 4  | 19 | 8   | 11  | 8   | 7   | 13  | 13  | 11  | 9  | 15  | 16  | 11  | 4   | 17  | 3  | 72           |
| 12   | Mário Haberfeld     | 4   | 16  | 9  | 9  | 14  | 7   | 5   | 8   | 15  | 19  | 7   | 8  | 10  | 11  | 10  | 5   | 12  | 14 | 71           |
| 13   | Roberto Moreno      | 5   | 6   | 17 | 7  | 10  | 19  | 15  | 9   | 18  | 6   | 17  | 7  | 19  | 7   | 16  | 2   |     | 16 | 67           |
| 14   | Ryan Hunter-Reay    | 16  | 12  | 7  | 16 | 11  | 16  | 12  | 17  | 9   | 11  | 6   | 10 | 3   | 17  | 15  | 12  | 11  | 1  | 64           |
| 15   | Tiago Monteiro      | 7   | 19  | 11 | 14 | 13  | 10  | 9   | 19  |     | 10  | 15  | 17 | 11  | 18  | 13  | 15  | 6   | 18 | 29           |
| 16   | Mika Salo           |     |     |    |    |     |     |     |     |     |     |     |    |     |     | 14  | 3   | 5   | 11 | 26           |
| 17   | Max Papis           |     |     |    |    |     |     |     | 15  | 12  | 16  | 9   | 4  | 9   | 9   |     |     |     |    | 25           |
| 18   | Rodolfo Lavín       | 18  | 15  | 18 | 15 | 9   | 14  | 19  | 11  | 14  | 15  | 8   | 19 | 12  | 15  | 19  | 18  | 18  | 8  | 17           |
| 19   | Gualter Salles      |     |     |    |    |     | 13  |     | 18  | 17  |     |     | 11 | 17  | 12  | 18  |     | 15  | 6  | 11           |
| 20   | Geoff Boss          |     |     |    |    |     |     | 16  | 13  | 16  | 14  |     | 13 | 14  | 14  | 12  | 10  | 20  | 9  | 8            |
| 21   | Patrick Lemarié     | 10  | 10  | 13 | 11 | 19  | 18  |     |     |     |     |     |    |     |     |     |     |     |    | 8            |
| 22   | Joël Camathias      | 9   | 11  | 14 | 13 | 16  | 15  | 13  |     |     |     |     |    |     |     |     |     |     |    | 6            |
| 23   | Alex Yoong          |     | 9   | 19 | 18 | 17  |     |     |     |     |     |     |    |     |     |     |     |     |    | 4            |
| 24   | Roberto González    | 17  |     |    |    |     |     |     |     |     |     |     |    |     |     |     |     | 10  |    | 3            |
| 25   | Bryan Herta         |     |     |    |    |     |     | 11  |     |     |     |     |    |     |     |     |     |     |    | 2            |
| 26   | Alexandre Sperafico |     |     |    |    |     |     |     |     |     | 18  |     |    |     |     |     | 14  |     |    | 0            |
| 27   | Luis Díaz           |     |     |    |    |     |     |     |     |     |     |     |    |     |     |     |     | 19  |    | 0            |

     nowicjusz (rookie)
| Klucz punktacji | Klucz punktacji | Klucz punktacji | Klucz punktacji | Klucz punktacji | Klucz punktacji | Klucz punktacji | Klucz punktacji | Klucz punktacji | Klucz punktacji | Klucz punktacji | Klucz punktacji | Klucz punktacji |
| Miejsce | 1               | 2               | 3               | 4               | 5               | 6               | 7               | 8               | 9               | 10              | 11              | 12              |
| --- | --------------- | --------------- | --------------- | --------------- | --------------- | --------------- | --------------- | --------------- | --------------- | --------------- | --------------- | --------------- |
| Punkty | 20              | 16              | 14              | 12              | 10              | 8               | 6               | 5               | 4               | 3               | 2               | 1               |
| Dodatkowe punkty |                 |                 |                 |                 |                 |                 |                 |                 |                 |                 |                 |                 |
| zwycięstwo w 1. sesji kwalifikacyjnej – 1 punkt zwycięstwo w 2. sesji kwalifikacyjnej – 1 punkt najdłużej na prowadzeniu – 1 punkt |                 |                 |                 |                 |                 |                 |                 |                 |                 |                 |                 |                 |

## Puchar konstruktorów
| Poz. | Konstruktor | Punkty |
| ---- | ----------- | ------ |
| 1    | Lola        | 387    |
| 2    | Reynard     | 161    |

## Puchar narodów
| Poz. | Kraj              | Punkty |
| ---- | ----------------- | ------ |
| 1    | Kanada            | 298    |
| 2    | Meksyk            | 262    |
| 3    | Brazylia          | 228    |
| 4    | Francja           | 161    |
| 5    | Stany Zjednoczone | 107    |
| 6    | Hiszpania         | 106    |
| 7    | Wielka Brytania   | 103    |
| 8    | Portugalia        | 28     |
| 9    | Finlandia         | 26     |
| 10   | Włochy            | 25     |
| 11   | Szwajcaria        | 6      |
| 12   | Malezja           | 4      |